# Сентер Тауншип (округ Беркс, Пенсільванія)
Сентер Тауншип (англ. Centre Township) — селище (англ. township) в США, в окрузі Беркс штату Пенсільванія. Населення — 4130 осіб (2020).

## Демографія
Згідно з переписом 2010 року, у селищі мешкало 4036 осіб у 1511 домогосподарстві у складі 1157 родин. Було 1570 помешкань
Расовий склад населення:
| - 97,4 % — білих - 0,8 % — чорних або афроамериканців - 0,5 % — азіатів - 0,1 % — корінних американців |

До двох чи більше рас належало 0,4 %. Частка іспаномовних становила 2,5 % від усіх жителів.
За віковим діапазоном населення розподілялося таким чином: 23,2 % — особи молодші 18 років, 64,4 % — особи у віці 18—64 років, 12,4 % — особи у віці 65 років та старші. Медіана віку мешканця становила 43,0 року. На 100 осіб жіночої статі у селищі припадало 105,9 чоловіків;  на 100 жінок у віці від 18 років та старших — 105,5 чоловіків також старших 18 років.
Середній дохід на одне домашнє господарство  становив 77 789 доларів США (медіана — 74 813), а середній дохід на одну сім'ю — 86 066 доларів (медіана — 77 104). Медіана доходів становила 51 160 доларів для чоловіків та 44 635 доларів для жінок. За межею бідності перебувало 4,9 % осіб, у тому числі 9,8 % дітей у віці до 18 років та 3,2 % осіб у віці 65 років та старших.
Цивільне працевлаштоване населення становило 2346 осіб. Основні галузі зайнятості: виробництво — 21,9 %, освіта, охорона здоров'я та соціальна допомога — 20,3 %, роздрібна торгівля — 13,6 %, науковці, спеціалісти, менеджери — 8,8 %.